# إسحق لوريا (سباح)
إسحق لوريا (بالعبرية: יצחק לוריא‏) (مواليد 3 نوفمبر 1940) هو سبّاح إسرائيلي، مثّل بلاده في الألعاب الأولمبية الصيفية 1960.

## روابط خارجية
إسحق لوريا على موقع الاتحاد الدولي للسباحة (الإنجليزية)
- إسحق لوريا على موقع SwimRankings.net (الإنجليزية)
- إسحق لوريا على موقع اللجنة الأولمبية الدولية (الإنجليزية)
- إسحق لوريا على موقع أوليمبيديا (الإنجليزية)